# Eustomias fissibarbis
Eustomias fissibarbis is een straalvinnige vissensoort uit de familie van Stomiidae. De wetenschappelijke naam van de soort is voor het eerst geldig gepubliceerd in 1912 door Pappenheim.